# アクシオム
アクシオム（Axiom、1997年5月9日 - ）は、スペインのマドリード出身のプロレスラー。本名はカルロス・ルイス（Carlos Ruiz）

## 来歴

### インターコンチネンタル・プロモーション
リングネームをA-キッドで、2016年6月、Aキッドはロッド・ザヤスとアダム・チェイスと共にハウス・ホワイト・ウルフというチームとして参加することが発表された。しかし、第1ラウンドでハウス・ブリティッシュ・ストロング・スタイル (ピート・ダン、トレント・セブン、タイラー ベイト) に敗れた。翌年、ハウス・ホワイト・ウルフは、トーナメントに参加したが、決勝でエア・ウルフに敗れた。翌年、キッドとアダム・チェイスは、ホワイトウルフレスリングで戦い、アタック!で優勝した。

### WWE
2019年4月20日にカルロス・ロモとの対戦でデビュー。10月17日、NXT UKと契約したことが発表された。10月31日にデビューを果たし、その試合でカシウス・オーノを破った。2020年11月26日、決勝でトレント・セブンを破り、史上初の NXT UKヘリテージ・カップ・チャンピオンになった。2021年5月20日、NXT UKヘリテージ・カップ戦でタイラー・ベイトと対戦したが、タイトルを防御することができなかった。10月14日、NXT UK王座戦でイリヤ・ドラグノフと対戦したが、敗北。2022年7月、すリングネームアクシオムとして再デビューを果たした。
2025年2月、ヴェンジェンス・デイでネイサン・フレイザーと組み、稲村愛輝&ジョシュ・ブリッグス組と対戦。ピンフォール勝ちを収め、NXTタッグ王座防衛に成功した。
2025年4月、スタンド&デリバーでアクシオム&ネイサン・フレイザー組は、タンク・レジャー&ハンク・ウォーカー組に敗れNXTタッグ王座から陥落した。

## 得意技

### フィニッシュ・ホールド
ゴールデン・レイシオ
対角線から走り込んで繰り出すジャンピング式スイート・チン・ミュージック（スーパー・キック）。軽快なステップで軸足が空中に浮いたまま顔面を蹴り上げるのが特徴。Aキッドから変身後のフィニッシャー。

### 打撃技
エルボー
エルボー・スタンプ
スーパーキック
ドロップキック

### その他
スプリングボード・DDT

## 獲得タイトル
アタック！プロレスリング
- アタック！タッグチーム王座 : 1回 (w /アダム・チェイス

ホワイトウルフレスリング
- WWW王座 : 3回
- WWWエクストリーム王座 : 1回
- WWWヘビー級王座 : 1回

WWE
- NXT UKヘリテージ・カップ : 1回
- NXT UKヘリテージカップトーナメント優勝 : 1回